# Xarxa d'Àrea Personal
Una Xarxa d'Àrea Personal és una xarxa informàtica per a la comunicació entre diferents dispositius (ordinadors, dispositius d'àudio, impressores) propers al punt d'accés. Aquestes xarxes normalment tenen un abast d'uns pocs metres i per a ús personal. Un dels exemples seria la connexió entre un auricular Bluetooth i un smart-phone o telèfon intel·ligent .
Aquestes connexions poden ser per cable (amb elements com cables USB i FireWire) o sense cables (com el Bluetooth, WiFi, IrDA o Zigbee).
Encara que els dispositius en una Xarxa d'Àrea Personal poden intercanviar dades entre si, aquestes no volen incloure un enrocador, és a dir, no estan connectades a Internet directament. Tanmateix, un dispositiu dins d'una Xarxa d'Àrea Personal, pot connectar-se a una xarxa d'àrea local que sí que pot estar connectada a Internet. Per exemple, un ratolí i uns auriculars sense cables pot estar connectat a un ordinador, però només aquest últim pot connectar-se directament a Internet.

## REFERÉNCIES
1. CloudFare - ¿Qué es una red de área personal?